# Manduca sexta
Manduca sexta é uma espécie de mariposa.

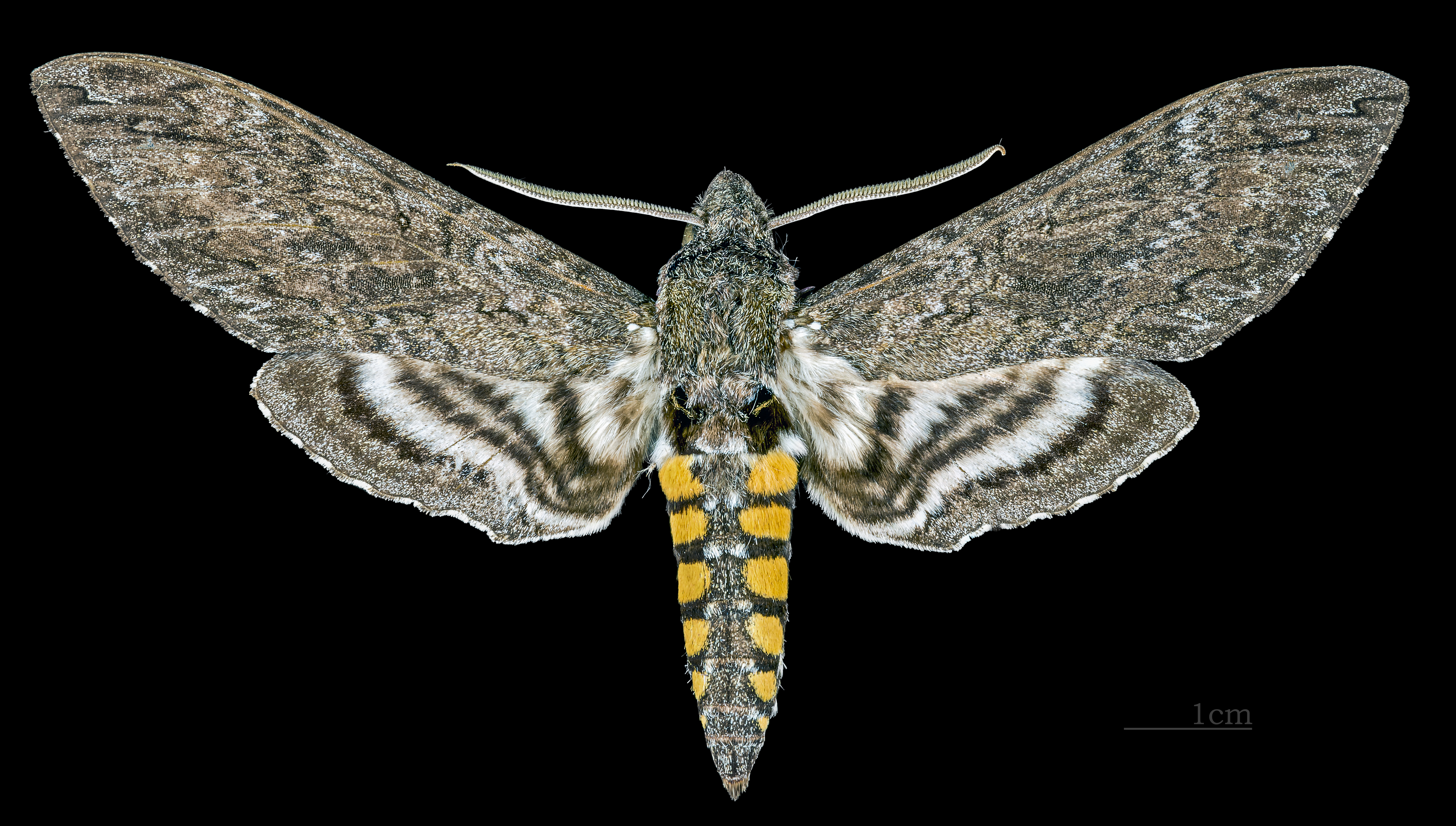
♂
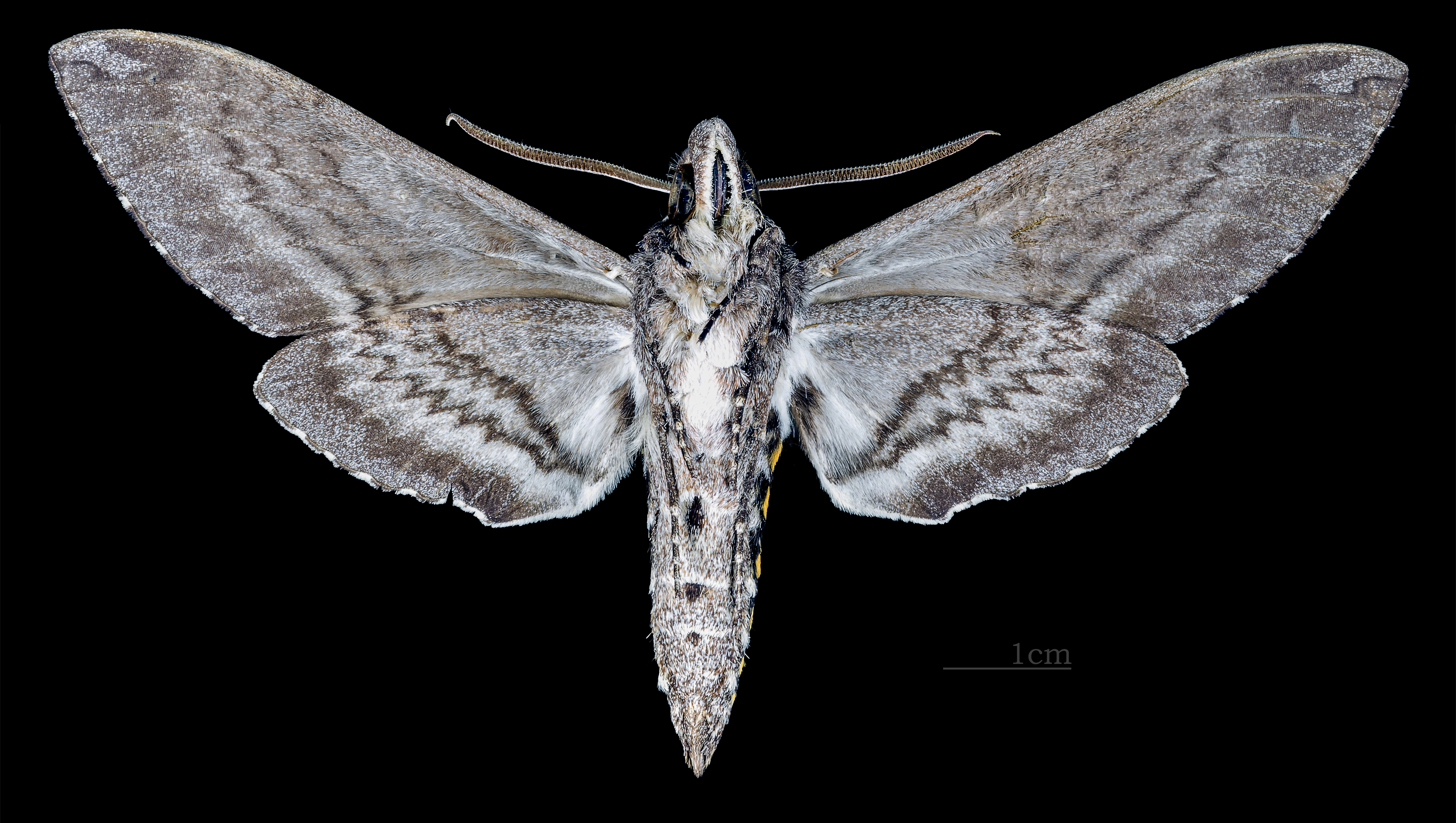
♂ △
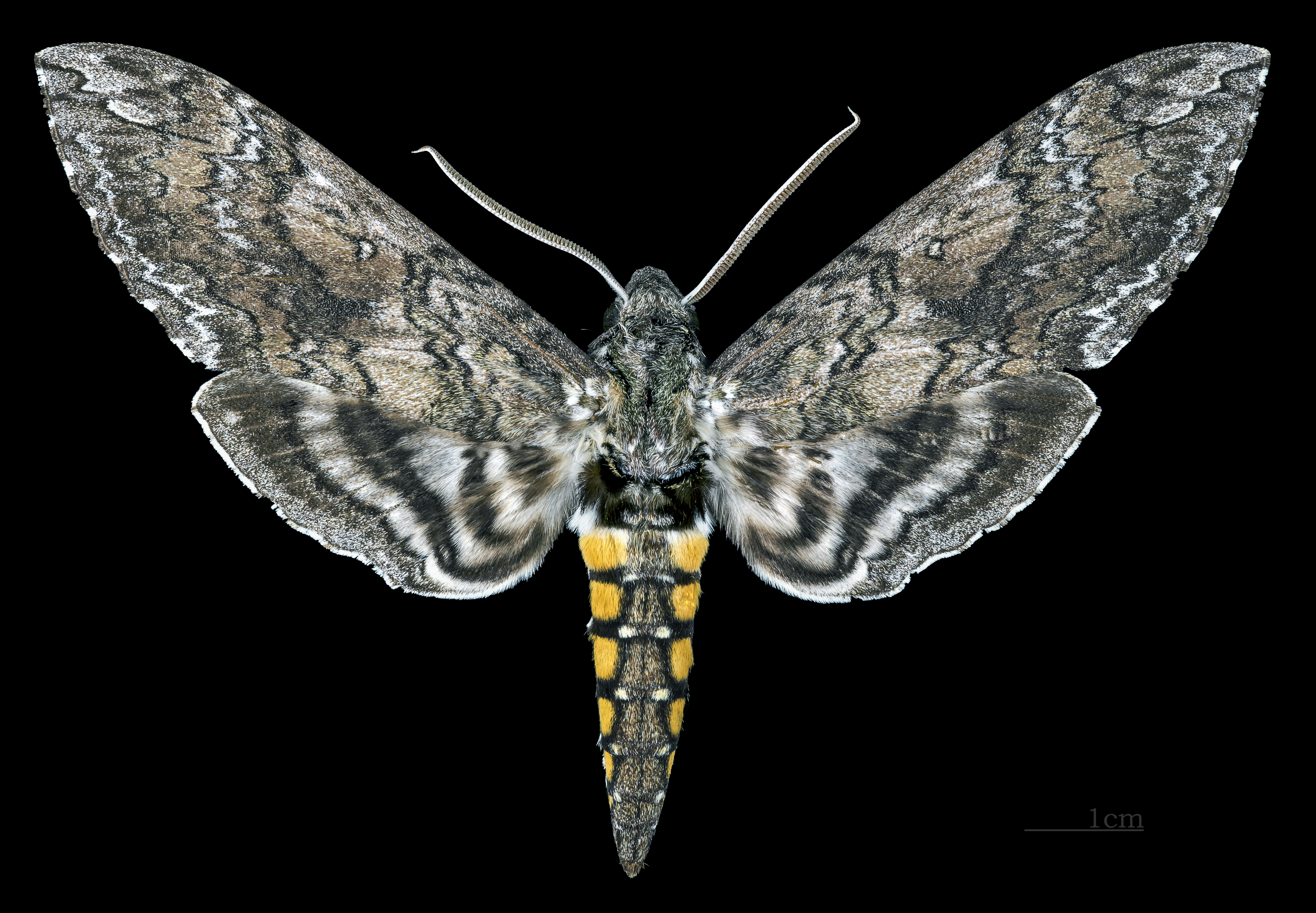
♀
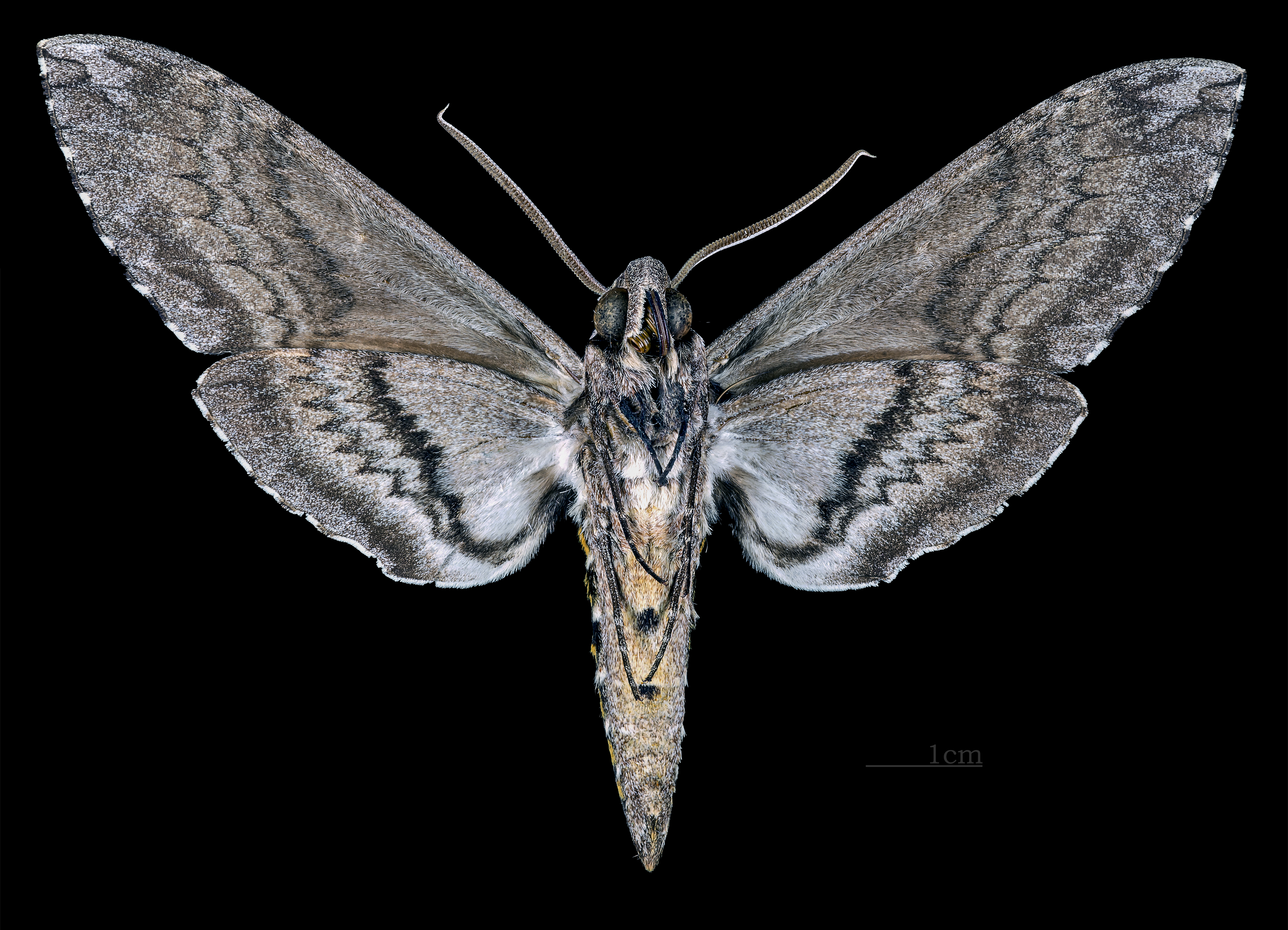
♀ △